# Laphystia utahensis
Laphystia utahensis är en tvåvingeart som beskrevs av Wilcox 1960. Laphystia utahensis ingår i släktet Laphystia och familjen rovflugor. Inga underarter finns listade i Catalogue of Life.